# Боровлево (Тверська область)
Боровлево (рос. Боровлево) — присілок в Калінінському районі Тверської області Російської Федерації.
Населення становить 13 осіб. Входить до складу муніципального утворення Бурашевське сільське поселення.

## Історія
Від 2005 року входить до складу муніципального утворення Бурашевське сільське поселення.

## Населення
1. Н/Д[2]